# Prokuratorzy kętrzyńscy
Prokuratorzy kętrzyńscy

## Prokuratoria
Prokuratorzy krzyżaccy w państwie krzyżackim zarządzali obszarami wchodzącymi w skład komturii. Prokuratorzy kętrzyńscy podlegali komturom bałgijskim. Był krótki okres, że podlegali komturom w Rynie, a od 1422 wielkim mistrzom. W tym okresie zwiększył się ich zasięg działania i kompetencje. (Lokacja wsi np.: Grzybowo, Sądry). Siedzibą prokuratorów kętrzyńskich był zamek w Kętrzynie. W zamku był kapelan krzyżacki, który obok kaplicy zamkowej obsługiwał, kościół św. Krzyża na przedmieściu Wola i kaplicę w Wilkowie. Kościoły i kaplice zakonne nie  podlegały biskupom warmińskim, dlatego nie ujęte były w wykazie kościołów (kaplic) w ramach atrchiprezbiteratów warmińskich. Na terenie prokuratorii kętrzyńskiej  znajdował się niewielki zamek w Bezławkach, który przez kilka lat przeznaczony był na rezydencję księcia Świdrygiełły. 
Terytorium prokuratorii kętrzyńskiej na początku XV w. od  zachodu graniczyło z dominium warmińskim (granica przebiegała tuż za później powstałą Świętą Lipką), od południa z prokuratorią szestneńską (na jej terenie były wsie Pilec i później założone Rydwągi), od wschodu z prokuratorią ryńską (okresowo komturią, na jej terenie leżały wsie Nakomiady i Salpik), od północnego wschodu z prokuratorią giżycką (na jej terenie znajdowały się wsie Osewo i Mażany), od północy z prokuratorią barciańską, prokuratorią sątoczyńską (później wchłoniętą przez prokuratorię kętrzyńską - okręg leśny), i od północnego zachodu z prokuratorią bartoszycką.

## Prokuratorzy kętrzyńscy
W okresie funkcjonowania zakonu krzyżackiego w Kętrzynie było około 40 prokuratorów. Poniżej podano nazwiska znanych prokuratorów.
| Nazwisko                         | lata urzędowania |
| -------------------------------- | ---------------- |
| Marquart                         | 1354–1357        |
| Henryk von Kranichfeld           | 1360–1361        |
| Kuno von Erligheim               | 1361 - ?         |
| Albrecht Herzog zu Saxen         | 1363–1374        |
| Helfard von Saxenheim            | 1381 - ?         |
| Gotfryd von der Kuhle            | 1383 - ?         |
| Thomas Surwille                  | 1389–1391        |
| Kuno von Eberbach                | 1393 - ?         |
| Michał Küchmeister von Sternberg | 1396–1402        |
| Hans von Breitenstein            | 1404             |
| Willem von Egarwieseck           | 1404–1406        |
| Kuno von Busigk                  | 1407–1410        |
| Johann Spete                     | 1411             |
| Paul Bellitzer von Russdorff     | 1412             |
| Hans von Behnhusen               | 1418–1431        |
| Heytichen von Meylen             | 1433             |
| Gerlach Merz                     | 1434–1437        |
| Heidchen von Meylen              | 1440             |
| Hans von Behnhusen               | 1443             |
| Henryk von Richtenberg           | 1443–1448        |
| Wolfgang Sauer                   | 1450–1454        |
| Krzysztof Elinger                | 1462–1465        |
| Jerzy Ramung von Rameck          | 1465             |
| Bernhart von Drahe               | 1484 - ?         |
| Jerzy Truchsess                  | 1487–1490        |
| Hans von Wallenfels              | 1491–1492        |
| Jordan von Berkroth              | 1492–1497        |
| Hans von der Gabelentz           | 1498 - ?         |
| Hans von Breitenstein            | 1500–1504        |
| Franz von Hersel                 | 1505–1509        |
| Michał von Drahe                 | 1513             |
| Werner von Drachenfels           | 1514–1519        |
| Melchior von Kettich             | 1519–1525        |

## Inne
Prokuratorzy kętrzyńscy pełniący funkcję wielkiego mistrza krzyżackiego:
Michał Küchmeister von Sternberg w latach 1414–1422 i Paul Bellitzer von Russdorff w latach 1422–1440
Prokuratorzy kętrzyńscy mieli swój znak (rodzaj herbu) ośmiopłatkową różę. Przypuszczalnie znak ten stosowany był na pieczęciach wykorzystywanych do autoryzowania korespondencji. Znak ośmiopłatkowej róży nawiązywał do herbu wielkiego mistrza Ditricha von Altenburga 1335–1341, który w herbie miał pięciopłatkową różę. Wcześniej Altenburg  jako wielki marszałek zakonu założył stranicę Rast.